# 薬物政策国際委員会
薬物政策国際委員会（Global Commission on Drug Policy、GCDP）は、22人の世界的指導者および知識人から成り、国際的な薬物戦争を判定し、2011年に「国際的な薬物戦争は、世界中の人々と社会に対して破壊的な影響を与え失敗した」との報告に始まる一連の活動を行っている。国際連合機関ではなく非政府組織（NGO）である。厳しい法律による薬物政策の強硬が、40年以上も薬物を消滅させるというその目標を達成できず、実際には暴力の大規模な発生を広く生じさせているとその報告は続ける。
委員会の報告について、報道回数がアメリカ2000回とイギリス400回と主要なテレビや新聞にても報道され、他に統計がとられた40か国ほどでにおいても少なかれ報告が伝えられた。

## メンバー
GCDPのメンバーは以下である。
- アレクサンデル・クファシニェフスキ（ポーランド）、元・ポーランドの大統領[4]。
- アスマ・ジャハンギア（英語版）（Asma Jahangir、パキスタン）人権活動家、元・国際連合特別報告者で、独裁的で、司法権外の、即決の処刑に関して。
- カルロス・フエンテス（メキシコ）、作家で、広く知られた知識人。（2012年5月15日死去）
- セサル・ガビリア（コロンビア）、元・コロンビアの大統領。
- エルネスト・セディージョ（メキシコ）、元・メキシコの大統領。
- フェルナンド・エンリケ・カルドーゾ（ブラジル）、元・ブラジルの大統領。
- ジョージ・パパンドレウ（ギリシャ）、元・ギリシャの首相。
- ジョージ・P・シュルツ（アメリカ合衆国）、元・アメリカ合衆国国務長官。
- ハビエル・ソラナ（スペイン）、元・欧州連合共通外交・安全保障政策上級代表。
- ジョン・C・ホワイトヘッド（アメリカ合衆国）銀行家、公務員、世界貿易センター記念財団（英語版）理事。
- ジョルジェ・サンパイオ（ポルトガル）、元・ポルトガルの大統領。
- コフィー・アナン（ガーナ）、元・国際連合事務総長。
- ルイーズ・アルブール（カナダ）、元・国際連合人権高等弁務官、国際危機グループの代表。
- マリア・カッタウイ（英語版）（スイス）、ペトロプラス（英語版）・ホールディングスの取締役、元・国際商業会議所の事務総長。
- マリオン・カスパース＝メルク（英語版）（ドイツ）、元・連邦保健省 (ドイツ)（英語版）の政務次官。
- マリオ・バルガス・リョサ（ペルー）作家で、広く知られた知識人で、ノーベル文学賞受賞者。
- ミッシェル・カザツキン（英語版）（フランス）、東欧・中央アジアエイズ対策国連事務総長特使、元・世界エイズ・結核・マラリア対策基金の事務局長
- ポール・ボルカー（アメリカ合衆国）、元・連邦準備制度の議長（英語版）、および元・経済回復諮問委員会委員長。
- パベル・ベム（英語版）、（チェコ共和国）、元・プラハ市長、チェコ共和国議会議員。
- リカルド・ラゴス（チリ共和国）、元・チリ大統領。
- リチャード・ブランソン（イギリス）、企業家、社会的大義の代弁者、ヴァージン・グループの創設者、エルダー (組織)（英語版）の共同創設者。
- ルース・ドレフュス（英語版）（スイス）、元・スイスの大統領、スイスの連邦内務省（英語版）の大臣。
- トールヴァル・ストルテンベルク（英語版）（ノルウェー）、元・外務省の大臣 (ノルウェー)（英語版）、また国際連合難民高等弁務官[5]。
- ヘレン・クラーク（元・ニュージーランド首相、元・国連開発計画(UNDP)総裁）